# Mundari
Mundari (zwani też Mandari lub Mondari) – niewielkie nilotyczne plemię afrykańskie zajmujące się rolnictwem i hodowlą bydła w Sudanie Południowym. Uprawiają również sorgo i łowią ryby za pomocą sieci i włóczni. 
Ich populację szacuje się na 66 tys. osób. Posługują się własnym językiem mundari, należącym do podgrupy języków bari. Skupiają się wokół miasta Terekeka, w stanie Ekwatoria Środkowa. 